# Феото (Палермо)
Феото је насеље у Италији у округу Палермо, региону Сицилија.
Према процени из 2011. у насељу је живело 22 становника. Насеље се налази на надморској висини од 205 м.